# AS Corbeil-Essonnes
AS Corbeil-Essonnes ist ein französischer Fußballverein aus der unweit von Paris gelegenen Stadt Corbeil-Essonnes.

## Geschichte
Die AS Corbeil-Essonnes wurde kurz nach dem Zweiten Weltkrieg als AS Corbeil gegründet, als der FC Corbeil und der Sporting Club Essonne fusionierten. Den größten Erfolg feierte der Klub aus der Pariser Peripherie 1980, als er in die Division 2 (heute Ligue 2) aufstieg. Zum Ende der Saison 1980/81 folgte jedoch gleich wieder der Abstieg. Zwar gelang 1982 der direkte Wiederaufstieg, aber auch diesmal konnte sich Corbeil-Essonnes, bei dem der Argentinier Oswaldo Piazza Spielertrainer war, nur für ein Jahr in der zweithöchsten Spielklasse halten. 
1994 übernahm Ex-Spieler Rudi Garcia, der mittlerweile seine Karriere beendet hatte, den Trainerposten und betreute den Klub bis 1998.

## Bekannte ehemalige Spieler
- Rudi Garcia
- Djamel Zidane
- Oswaldo Piazza